# Vetro stratificato

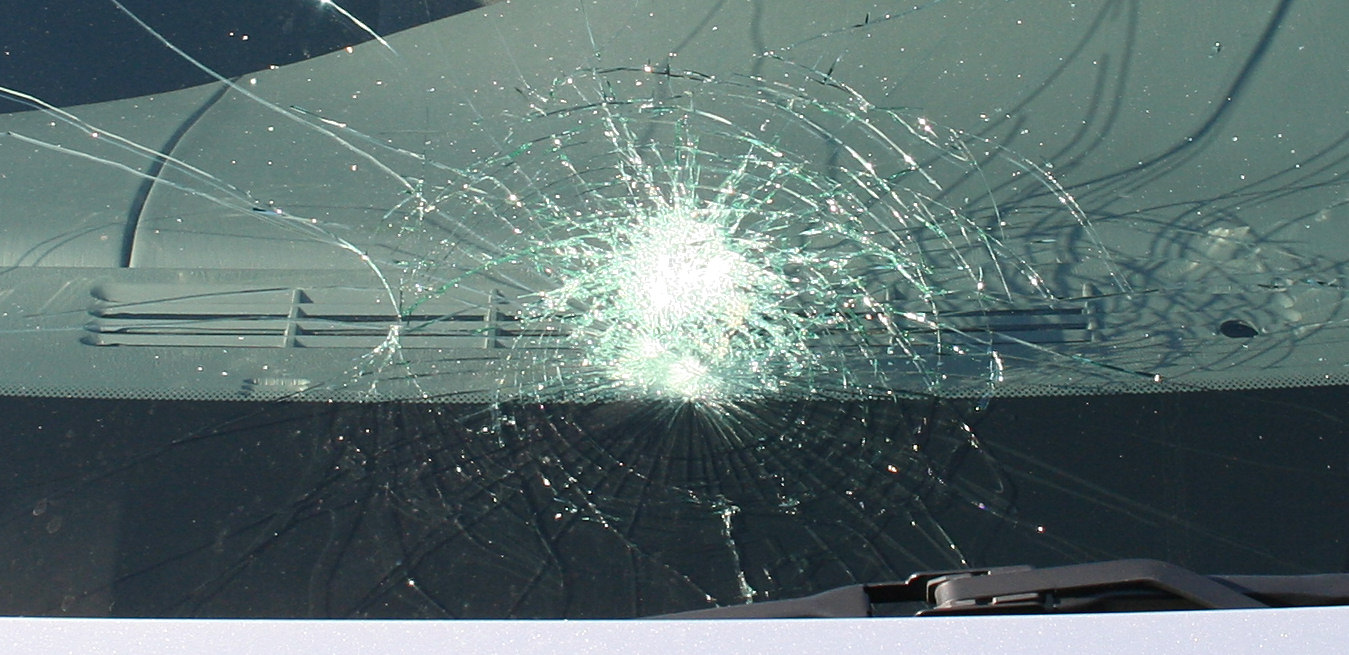
Parabrezza rovinato da crepe a ragnatela tipiche del vetro stratificato.

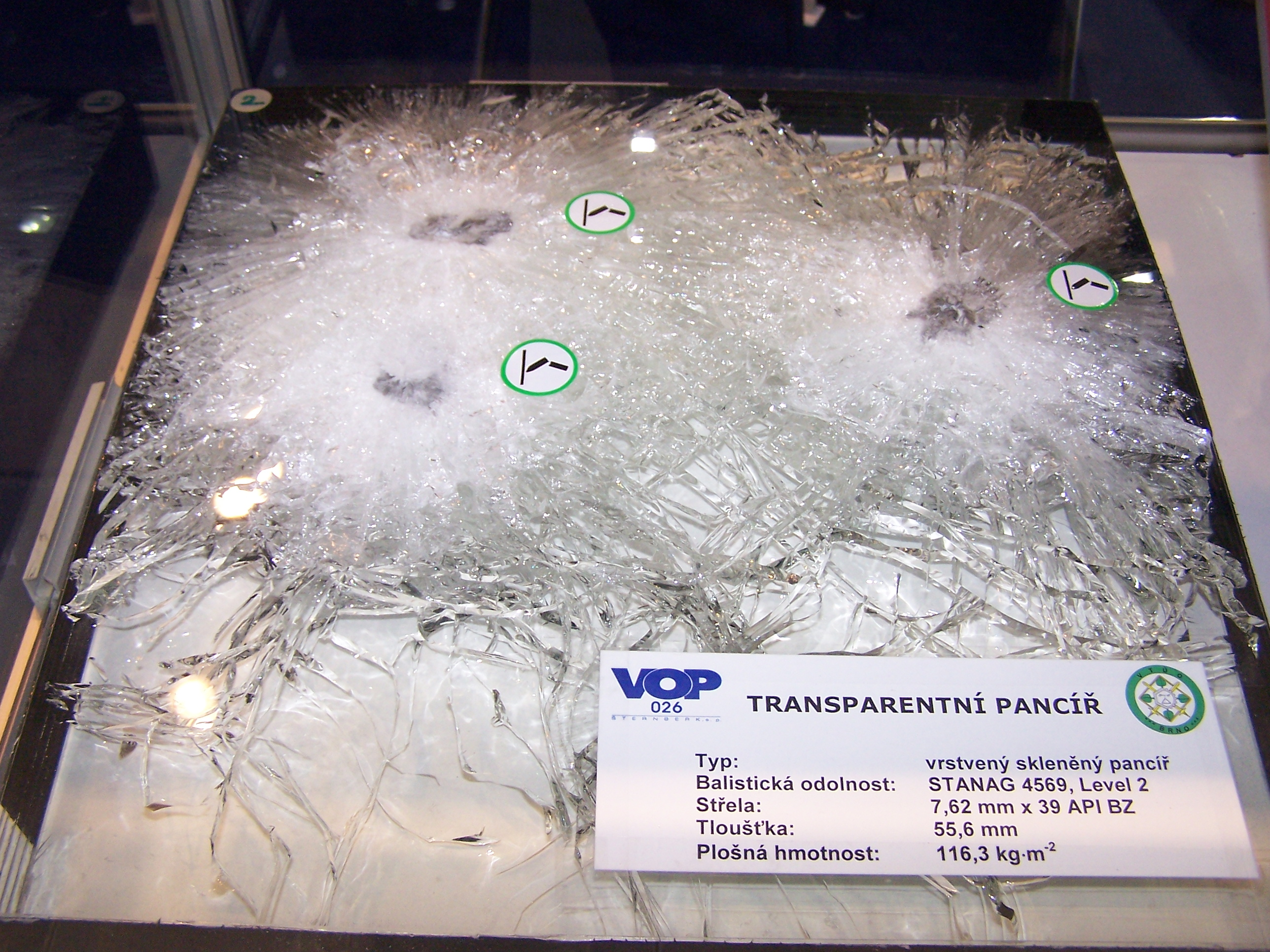
Vetro stratificato a prova di proiettile.

Il vetro stratificato o vetro composito (impropriamente detto laminato dall'inglese: laminated glass) è un vetro di sicurezza che non si divide in molteplici pezzi quando fratturato. Alla rottura, uno strato intermedio, tipicamente di polivinilbutirrale (PVB), interviene mantenendo insieme gli strati di vetro che lo circondano. In questo modo, anche se il vetro si rompe, non abbandona la sua sede rischiando di mettere in pericolo oggetti o persone vicine. Il risultato è una caratteristica forma a ragnatela al momento dell'impatto.
Come accennato, l'utilizzo di questa tecnologia risulta fondamentale in quegli oggetti potenzialmente pericolosi per l'uomo in seguito alla rottura, ad esempio i parabrezza delle automobili. In aree geografiche soggette a frequenti uragani, la tecnologia è sfruttata per facciate continue, vetrine e finestre. Lo strato di PVB ha il pregio di incrementare il livello di insonorizzazione introdotto dal vetro e blocca il 99% della radiazione ultravioletta. Infine, il vetro stratificato viene utilizzato a volte nella creazione di sculture.

## Storia
Il vetro stratificato fu inventato nel 1903 dal chimico francese Edouard Benedictus, che si ispirò ad un incidente di laboratorio. Una fiala di vetro era stata rivestita per errore con del materiale plastico nitrocellulosa e una volta caduta a terra si frantumò senza dividersi in parti. Benedictus fabbricò un composto di vetro e plastica per ridurre gli infortuni dovuti ad incidenti stradali. La tecnologia non fu immediatamente adottata dai costruttori di automobili, ma ebbe immediato successo nella parte oculare della maschere antigas costruite durante la prima guerra mondiale.
Nel 1939, circa duecentomila metri quadrati del vetro di sicurezza Indestructo erano utilizzati ogni anno nelle fabbriche della Ford a Dagenham in Inghilterra. Il vetro veniva prodotto dalla British Indestructo Glass Ltd di Londra. La Ford lo scelse nel 1939 in quanto "dà la miglior protezione possibile. Oltre ad essere a prova di rottura è permanentemente trasparente". Da ciò si possono intuire i difetti che inizialmente rallentarono la diffusione del vetro stratificato.
Il vetro stratificato nella sua versione moderna viene creato unendo due o più strati di vetro float insieme ad uno strato intermedio plastico, in genere di polivinilbutirrale (PVB). Il PVB è infilato tra gli strati di vetro che viene pressato in modo da espellere ogni traccia di sacche d'aria e creare la prima unione tra i due materiali, poi rinsaldata riscaldando il tutto a 70 °C in un bagno d'olio pressurizzato. Il colore scuro della parte superiore di alcuni parabrezza dipende dal PVB.

## Specifiche
Tipicamente la struttura di una lastra di vetro stratificato sarebbe composta da 3 mm di vetro / 0.38 mm di materiale plastico / 3 mm di vetro. Questo prodotto finale sarebbe indicato con il nome di vetro stratificato da 6.38.
Incrementando il numero di strati o lo spessore del vetro, la lastra aumenta la propria resistenza. Ad esempio il vetro antiproiettile è spesso formato da alcuni strati di vetro float, vetro rinforzato e polimetilmetacrilato e può raggiungere lo spessore di 100 mm. Un vetro di simile fabbricazione è quello che viene utilizzato per i vetri anteriori degli aeromobili: spesso tre strati di vetro da 6 mm ciascuno e spesse lastre di PVB nel mezzo.
Sviluppi recenti hanno aumentato le dimensioni della famiglia di materiali utilizzati per la stratificazione del vetro. A parte il PVB, altri importanti materiali plastici in questo processo sono l'Etilene vinil acetato (EVA) ed il poliuretano termoplastico (TPU). Il grado di adesione di PVB, TPU ed EVA non è alto solo nei confronti del vetro, ma anche di eventuali strati di poliestere (PET). Dal 2004 strati di PET metallizzati ed elettroconduttivi sono utilizzati per inserire LEDs nel vetro. La seguente struttura viene utilizzata in questi casi:
- Top Layer, vetro
- Interlayer, materiale termoplastico trasparente, ad esempio TPU, PVB o EVA

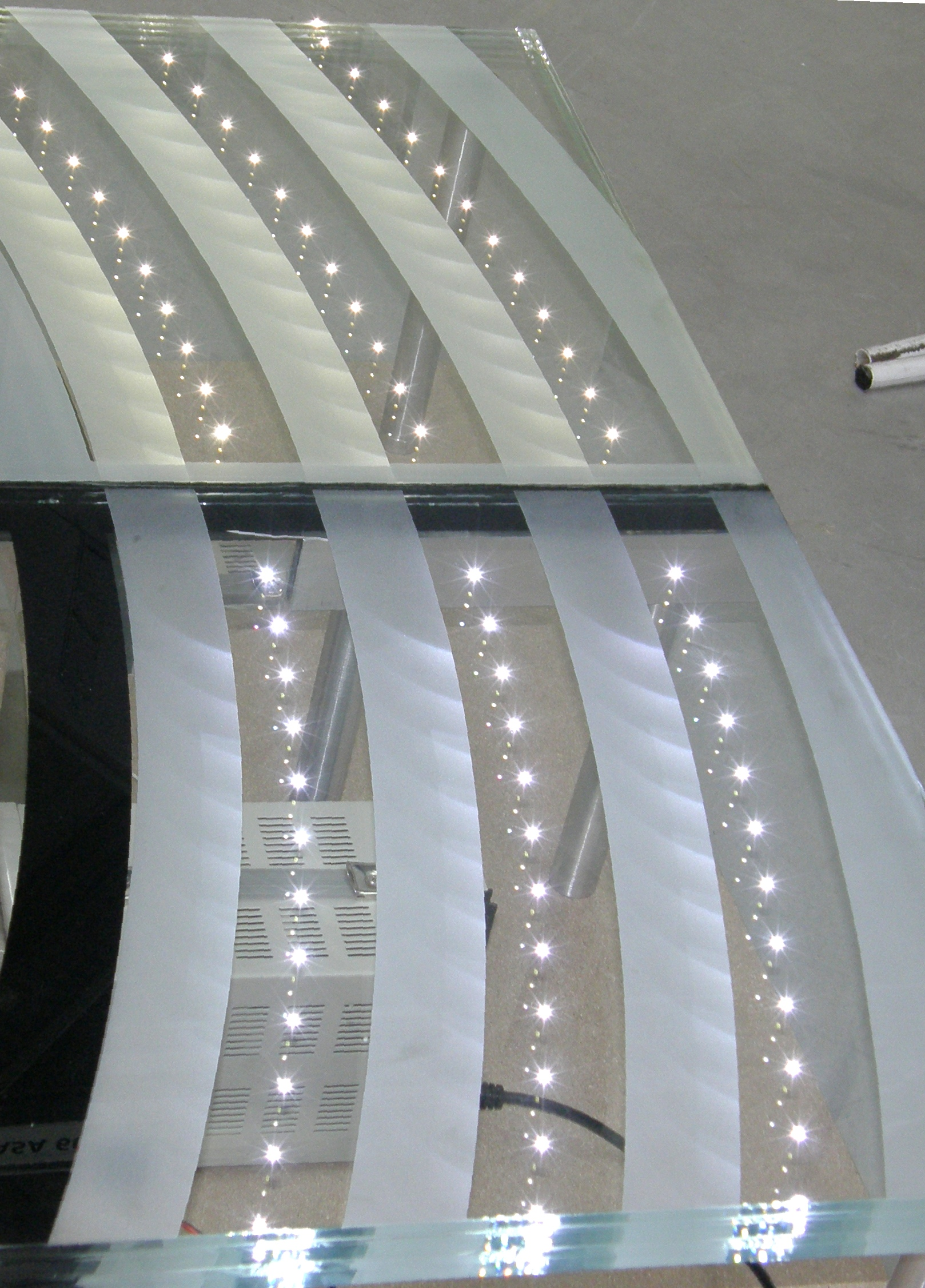
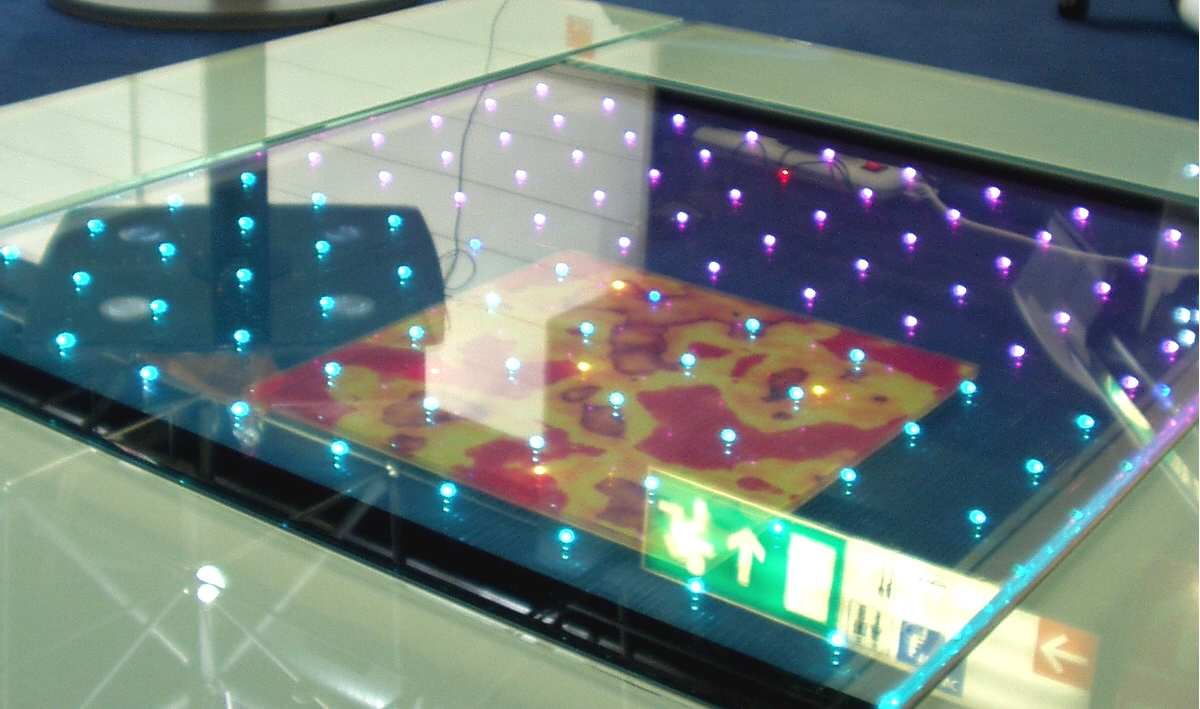
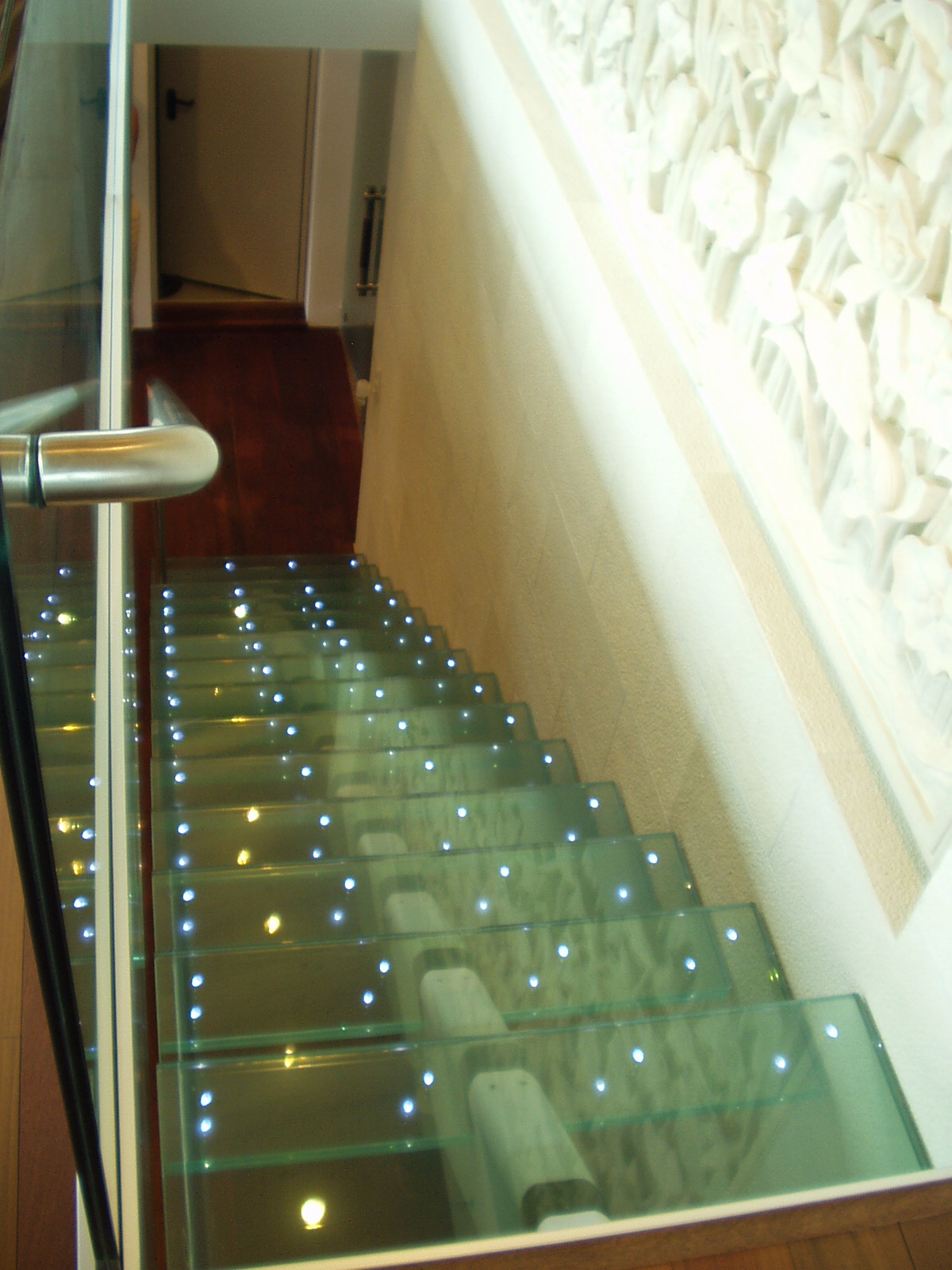

- Interlayer, LEDs su un substrato di polimero trasparente conduttivo
- Interlayer, materiale termoplastico trasparente, ad esempio TPU, PVB o EVA
- Bottom layer, vetro

## Processo di manifattura
Vi sono vari metodi di produzione:
1. due o più lastre di vetro sono collegate con l'introduzione di PVB e lo sfruttamento di calore e pressione.
2. due o più strati di vetro e policarbonato sono fusi con interstrati di poliuretano alifatico, sempre con l'utilizzo di calore e pressione.
3. utilizzo di resine raffinate.

## Metodi di taglio
Gli strati plastici rendono il taglio difficoltoso. Una pratica non completamente sicura prevede il taglio di entrambi i lati contemporaneamente, con l'inserimento di un liquido infiammabile come alcool etilico denaturato nel taglio e la sua accensione volta alla fusione della plastica. Metodi più sicuri sono comunque i seguenti:
- tavoli da taglio speciali;
- seghe verticali;
- lampade o emettitori di aria calda.